# カボション・カット
カボション・カット（英: cabochon cut）は宝石のカット法の一つで、石を丸い山形に整えて研磨し、光の反射ではなく石そのものの光沢や文様を生かすカットの方法である。「カボション」は中世フランス語で「頭」を意味する。
カボション・カットは、一般に略して「キャブ（Cabs）」としても知られていて、最も古く普及した形の宝石カッティングである。
主に翡翠などの半透明な宝石やトルコ石などの不透明な宝石に施されるが、透明な石に対しても、キャッツアイ効果、スター効果、遊色効果、などの特殊な光学的効果を求めて施されることがある。また、ファセット面のエッジが磨滅しやすい柔らかい石に対し、強度的な理由からカボション・カットが施される事もある。
カボション・カットされる石としては、ヒスイ、トルコ石、オパール、キャッツアイ、タイガーズアイ、スタールビーなどが代表的である。カットのバリエーションとしては、シングル・カボションやハイ・カボション、ロー・カボションやダブル・カボション等がある。

## 画像

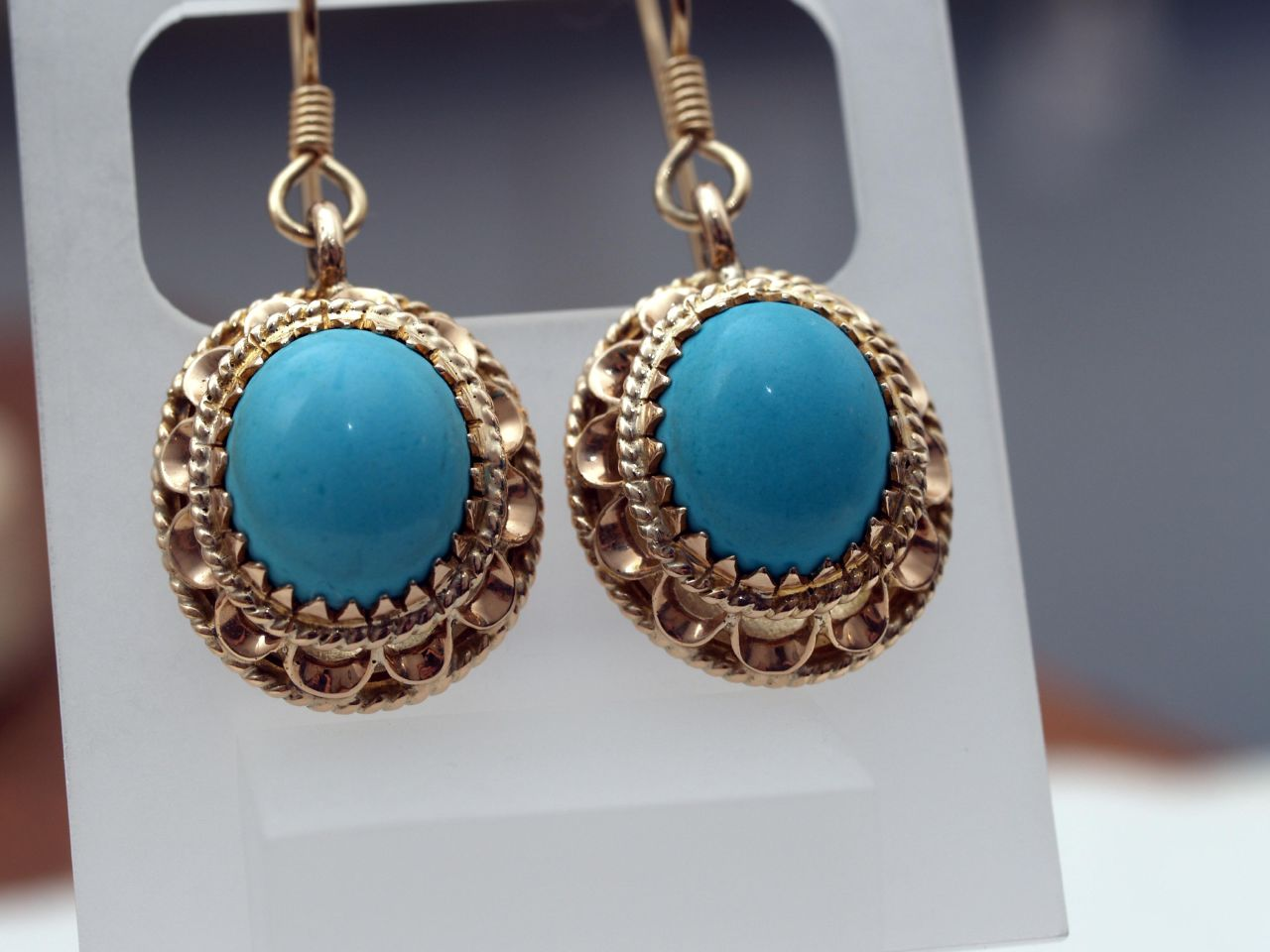
トルコ石
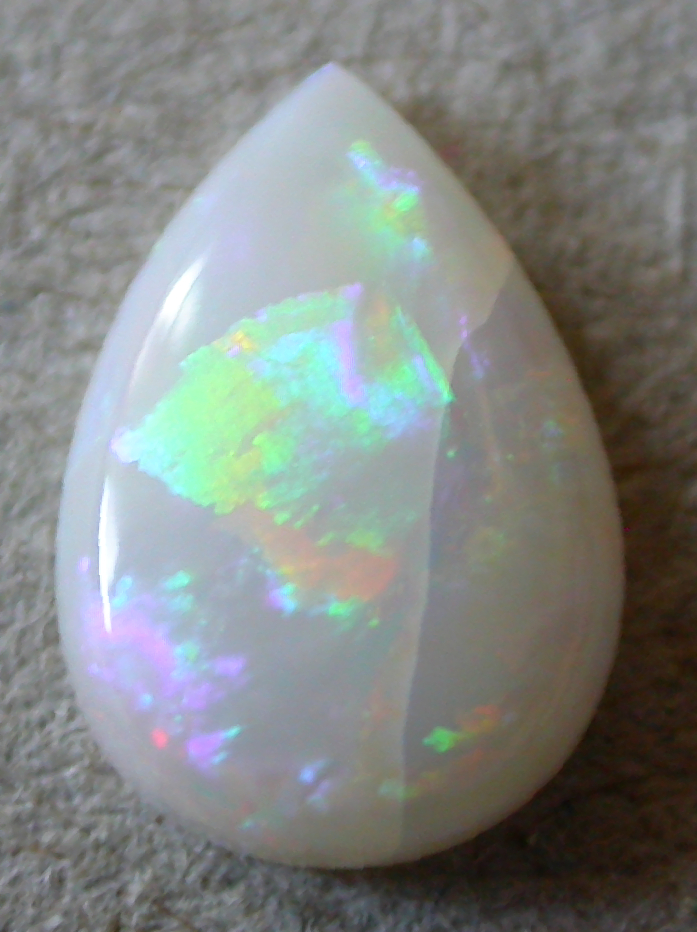
オパール
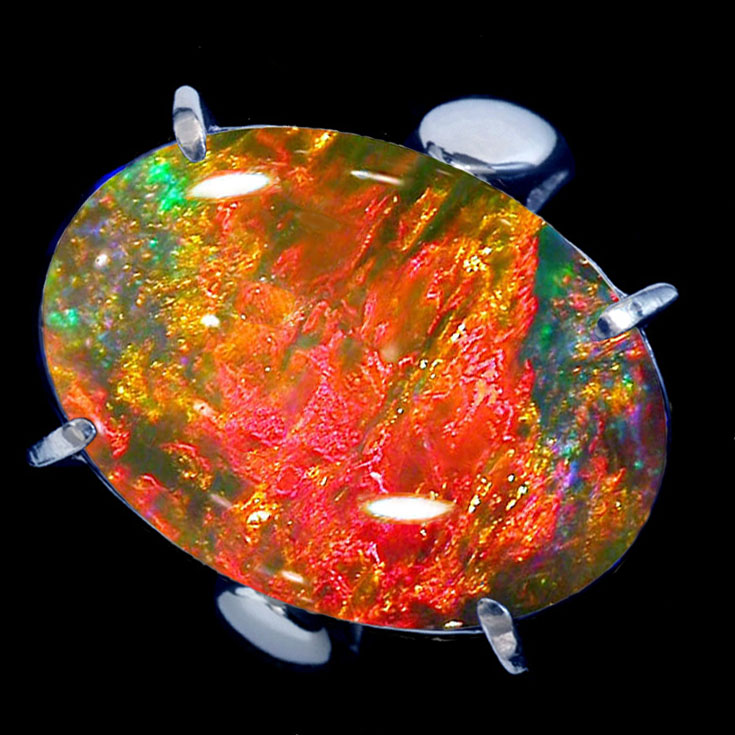
オパール
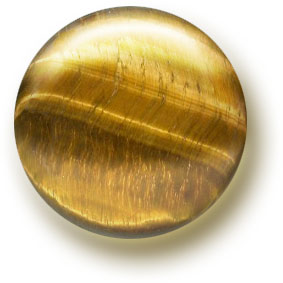
タイガーズアイ
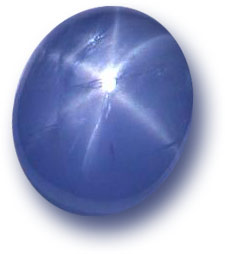
スターサファイア
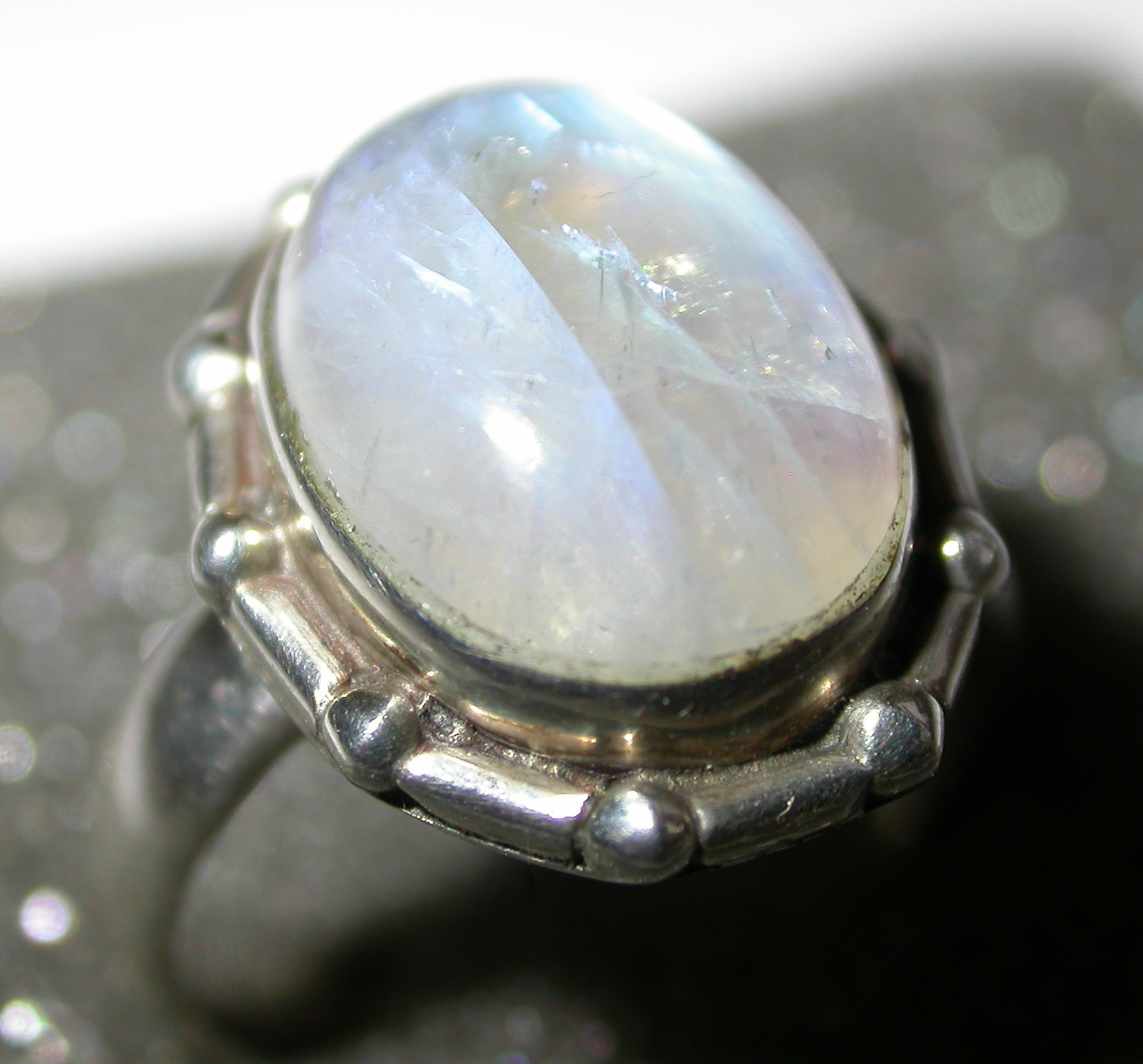
ムーンストーン
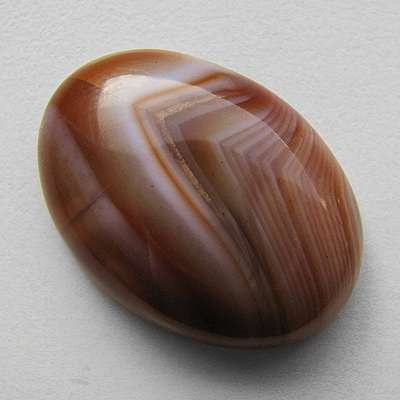
レイクスペリオルアゲート（メノウの一種）